# Championnat de Biélorussie de football 1996
Navigation
Saison précédente Saison suivante
La saison 1996 du Championnat de Biélorussie de football est la sixième édition de la première division biélorusse. Elle regroupe seize clubs biélorusses au sein d'une poule unique qui s'affrontent en matchs aller et retour. En fin de saison, les deux derniers du classement sont relégués en deuxième division et remplacés par les deux meilleurs clubs de cette dernière compétition.
C'est le MPKC Mazyr qui remporte le championnat à l'issue de la saison, en terminant avec un point d'avance sur le Dinamo Minsk, quintuple champion en titre, devenant ainsi le deuxième club à devenir champion de Biélorussie. Il se qualifie dans la foulée pour la Ligue des champions 1997-1998, tandis que le Dinamo Minsk obtient une place en Coupe UEFA. Vainqueur de la coupe nationale 1996-1997, le Belchina Babrouïsk se qualifie quant à lui pour Coupe des coupes, la dernière place européenne étant attribuée au Dinamo-93 Minsk qui prend part à la Coupe Intertoto 1997.

## Clubs participants
Un total de seize équipes participent à la saison 1996, quinze d'entre elles étant déjà présentes la saison précédente tandis que le Naftan-Devon Novopolotsk est promu en première division pour remplacer le FK Babrouïsk, relégué à l'issue de la dernière édition.
L'intersaison voit par ailleurs le Dvina Vitebsk devenir le Lokomotiv-96 tandis que le Chinnik Babrouïsk devient le Belchina. Le Torpedo Mahiliow devient quant à lui le Torpedo-Kadino au mois de septembre 1996.
Légende des couleurs
- Tour préliminaire de la Coupe UEFA 1996-1997.
- Tour préliminaire de la Coupe des coupes 1996-1997.
- Phase de groupes de la Coupe Intertoto 1996.
- Promu de deuxième division.

| Club                     | Présent depuis | Classement 1995 | Stade           | Capacité théorique |
| ------------------------ | -------------- | --------------- | --------------- | ------------------ |
| Dinamo Minsk             | 1992           | 1               | Stade Dinamo    | 50 050             |
| MPKC Mazyr               | 1995           | 2               | Stade Iounost   | 7 500              |
| Dinamo-93 Minsk          | 1992           | 3               | Stade Traktor   | 25 000             |
| Ataka-Aura Minsk         | 1995           | 4               | Stade Traktor   | 25 000             |
| FK Maladetchna           | 1992           | 5               | Stade municipal | 5 600              |
| Dniepr Mahiliow          | 1992           | 6               | Stade Spartak   | 12 000             |
| Lokomotiv-96 Vitebsk     | 1992           | 7               | Stade Dinamo    | 5 500              |
| Nioman Hrodna            | 1992           | 8               | Stade Nioman    | 14 000             |
| Torpedo Minsk            | 1992           | 9               | Stade Torpedo   | 5 000              |
| Dinamo Brest             | 1992           | 10              | Stade Dinamo    | 10 500             |
| Torpedo-Kadino Mahiliow  | 1992           | 11              | Stade Torpedo   | 4 000              |
| Obouvchtchik Lida        | 1994           | 12              | Stade municipal | 2 870              |
| Chakhtior Salihorsk      | 1992           | 13              | Stade Stroïtel  | 5 000              |
| Vedrytch Retchytsa       | 1992           | 14              | Stade central   | 5 500              |
| Belchina Babrouïsk       | 1993           | 15              | Stade Spartak   | 4 800              |
| Naftan-Devon Novopolotsk | 1996           | 1 (D2)          | Stade Atlant    | 6 500              |

## Compétition
Le barème de points servant à établir le classement se décompose ainsi :
- Victoire : 3 points
- Match nul : 1 point
- Défaite : 0 point

### Classement
| Rang | Équipe                     | Pts | J  | G  | N  | P  | Bp | Bc | Diff |
| ---- | -------------------------- | --- | -- | -- | -- | -- | -- | -- | ---- |
| 1    | MPKC Mazyr C               | 76  | 30 | 24 | 4  | 2  | 64 | 17 | +47  |
| 2    | Dinamo Minsk T             | 75  | 30 | 23 | 6  | 1  | 83 | 20 | +63  |
| 3    | Belchina Babrouïsk         | 63  | 30 | 20 | 3  | 7  | 67 | 32 | +35  |
| 4    | Dinamo-93 Minsk            | 56  | 30 | 17 | 5  | 8  | 44 | 30 | +14  |
| 5    | Lokomotiv-96 Vitebsk       | 49  | 30 | 13 | 10 | 7  | 48 | 27 | +21  |
| 6    | Ataka-Aura Minsk           | 44  | 30 | 13 | 5  | 12 | 31 | 42 | -11  |
| 7    | Naftan-Devon Novopolotsk P | 43  | 30 | 13 | 4  | 13 | 43 | 52 | -9   |
| 8    | FK Maladetchna             | 41  | 30 | 11 | 8  | 11 | 42 | 33 | +9   |
| 9    | Dniepr Mahiliow            | 39  | 30 | 11 | 6  | 13 | 33 | 36 | -3   |
| 10   | Dinamo Brest               | 32  | 30 | 7  | 11 | 12 | 39 | 43 | -4   |
| 11   | Chakhtior Salihorsk        | 29  | 30 | 8  | 5  | 17 | 29 | 50 | -21  |
| 12   | Torpedo Minsk              | 29  | 30 | 7  | 8  | 15 | 32 | 53 | -21  |
| 13   | Nioman Hrodna              | 29  | 30 | 7  | 8  | 15 | 25 | 48 | -23  |
| 14   | Torpedo-Kadino Mahiliow    | 27  | 30 | 7  | 6  | 17 | 27 | 64 | -37  |
| 15   | Obouvchtchik Lida          | 24  | 30 | 6  | 6  | 18 | 26 | 43 | -17  |
| 16   | Vedrytch Retchytsa         | 15  | 30 | 4  | 3  | 23 | 14 | 57 | -43  |

|  | Qualification pour la Ligue des champions 1997-1998 |
|  | Qualification pour la Coupe des coupes 1997-1998    |
|  | Qualification pour la Coupe UEFA 1997-1998          |
|  | Qualification pour la Coupe Intertoto 1997          |
|  | Relégation en deuxième division                     |

## Bilan de la saison
| Championnat de Biélorussie de football 1996 |                        |
| Champion                                    | MPKZ Mozyr (1er titre) |
| Coupes et trophées                          |                        |
| Vainqueur de la Coupe de Biélorussie 1996   | MPKZ Mozyr             |
| Qualifications continentales                |                        |
| Ligue des champions 1997-1998               | MPKZ Mozyr             |
| Coupe des Coupes 1996-1997                  | MPKZ Mozyr             |
| Coupe UEFA 1997-1998                        | FK Dynamo Minsk        |
| Coupe Intertoto 1997                        | Dynamo-93 Minsk        |
| Promotions et relégations                   |                        |
| Promus en Premier League                    | FK Transmash Moguilev  |
| Promus en Premier League                    | FK Kommounalnik Slonim |
| Relégués en First League                    | Obuvshchik Lida        |
| Relégués en First League                    | Vedrytch Retchytsa     |